# 日滝村
日滝村（ひたきむら）は長野県上高井郡にあった村。現在の須坂市大字日滝にあたる。

## 地理
- 山：明覚山
- 河川：松川

## 歴史
- 1889年（明治22年）4月1日 - 町村制の施行により、近世以来の日滝村が単独で自治体を形成。
- 1936年（昭和11年）12月1日 - 須坂町に編入。同日日滝村廃止。

## 交通

### 道路
- 谷街道（現・国道403号）